# Farornas skepp
Farornas skepp (engelska: Souls at Sea) är en amerikansk långfilm från 1937 i regi av Henry Hathaway, med Gary Cooper, George Raft, Frances Dee och Henry Wilcoxon i rollerna.

## Handling
"Nuggin" Taylor (Gary Cooper) är 1842 förste styrman på ett slavskepp, men han är samtidigt motståndare mot slavhandel. När skeppet förliser ser han sin chans och han sätter lasten fri. Han och hans vän Powdah (George Raft) dras inför domstol men de blir frikända. De blir nu besökta av den brittiska underrättelsetjänsten som vill att de ska samla in hemlig information som kan stoppa slavhandeln för gott.

## Rollista
| Gary Cooper        | – "Nuggin" Taylor            |
| George Raft        | – Powdah                     |
| Frances Dee        | – Margaret Tarryton          |
| Henry Wilcoxon     | – Lieut. Tarryton            |
| Harry Carey        | – Captain of "William Brown" |
| Olympe Bradna      | – Babsie                     |
| Robert Cummings    | – George Martin              |
| Porter Hall        | – Court Prosecutor           |
| George Zucco       | – Woodley                    |
| Virginia Weidler   | – Tina                       |
| Joseph Schildkraut | – Gaston de Bastonet         |
| Gilbert Emery      | – Capt. Martisel             |
| Lucien Littlefield | – Toymaker                   |
| Paul Fix           | – Violinist                  |
| Tully Marshall     | – Pecora                     |

## Produktion
Skådespelaren George Raft avslutade på grund av ett missnöje med sina roller sitt kontrakt med Paramount Pictures innan inspelningen kunde börja. Tillsammans med en hotande strejk bland skeppsarbetare sköts inspelningen upp. Man letade efter en ersättare för Raft, bland annat var Anthony Quinn påtänkt, men skådespelaren och Paramount kom till slut överens och ett nytt kontrakt skrevs. Filmandet kunde till slut påbörjas i slutet av november 1936.

## Utmärkelser

### Nomineringar
- Oscar
  - Bästa filmmusik (Boris Morros chef för Paramounts musikavdelning, W. Franke Harling och Milan Roder)
  - Bästa assisterande regi (Hal Walker)
  - Bästa scenografi (Hans Dreier och Roland Anderson)

## Om filmen
Helan och Halvan spelade 1940 in Saps at sea (släppt i Sverige som Raska sjömän, hallå!), en parodi på denna filmens engelska titel Souls at Sea. Förutom titeln har filmerna dock inget med varandra att göra.
Filmen är inspirerad av verkliga händelser och öppnar med orden:
| ” | [the] story was inspired by a trial for mass murder on the high seas [which] a century ago made legal and maritime history. | „ |